# Daniele Galloppa
Daniele Galloppa est un footballeur italien né le 15 mai 1985 à Rome évoluant au poste de milieu de terrain au Modène Football Club.
Il compte deux sélections en équipe d'Italie. Il débute le 6 juin 2009, sous les ordres de Marcello Lippi contre l'Irlande du Nord (3-0), où il rentre en cours de jeu.

## Carrière
- 2003-2004 : AS Rome  Italie
- 2004-2005 : US Triestina  Italie
- 2005-2006 : Ascoli Calcio 1898  Italie
- 2006-2007 : US Triestina  Italie
- 2007-2009 : AC Sienne  Italie
- 2009-2015 : Parme FC  Italie
- 2015- :Modène FC  Italie[1]